# Kunzang Choden

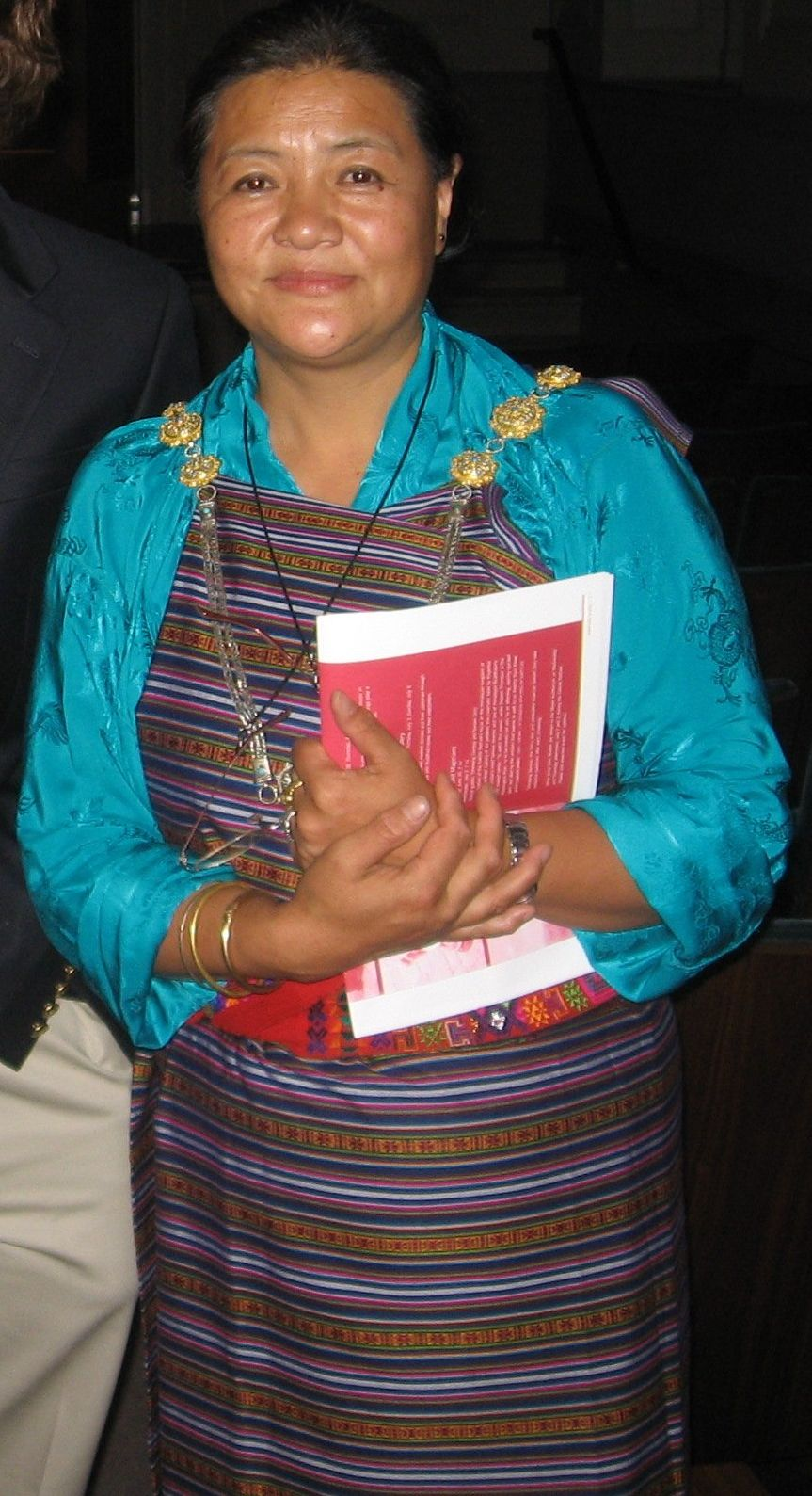
Kunzang Choden

Kunzang Choden (n. 1952 - ...) este o scriitoare bhutaneză, autoare a unor romane scrise în limba engleză.